# Euchoristea
Euchoristea là một chi bướm đêm thuộc họ Noctuidae.